# Claude Mellan
Claude Mellan (23 de maio de 1598 - 9 de setembro de 1688)  foi um desenhista, gravador e pintor francês.

## Início da vida e treinamento
Mellan nasceu em Abbeville, filho de um funcionário da alfândega.
Sua primeira impressão conhecida (Préaud no. 288 ), feita para uma tese de teologia no Collège des Mathurins, mostra que ele estava em Paris em 1619. Seus primeiros professores não foram identificados, mas acredita-se que suas primeiras gravuras mostrem a influência de Léonard Gaultier.

## Roma
Em 1624 Mellan foi para Roma, onde estudou gravura por um breve período com Francesco Villamena, falecido naquele ano. Ele então estudou com Simon Vouet, que estava em Roma desde 1614. Vouet encorajou Mellan a desenhar, considerando-o essencial tanto para a gravura quanto para a pintura. Mellan gravou algumas das obras de Vouet e também começou a desenhar pequenos retratos da vida. Muitos de seus desenhos de retratos nunca foram gravados. Ele desenvolveu um estilo simples e natural, que seria característico ao longo de sua carreira posterior. Muitas de suas gravuras em Roma eram obras reprodutivas, incluindo, por exemplo, desenhos de Pietro da Cortona e Gianlorenzo Bernini. Os poucos segundo seus próprios projetos incluem São Francisco de Paulo (Préaud nº 77) e a Penitente Madalena (Préaud nº 113). As placas que Mellan gravou em Roma foram executadas principalmente de maneira convencional.

## Anos posteriores em Paris

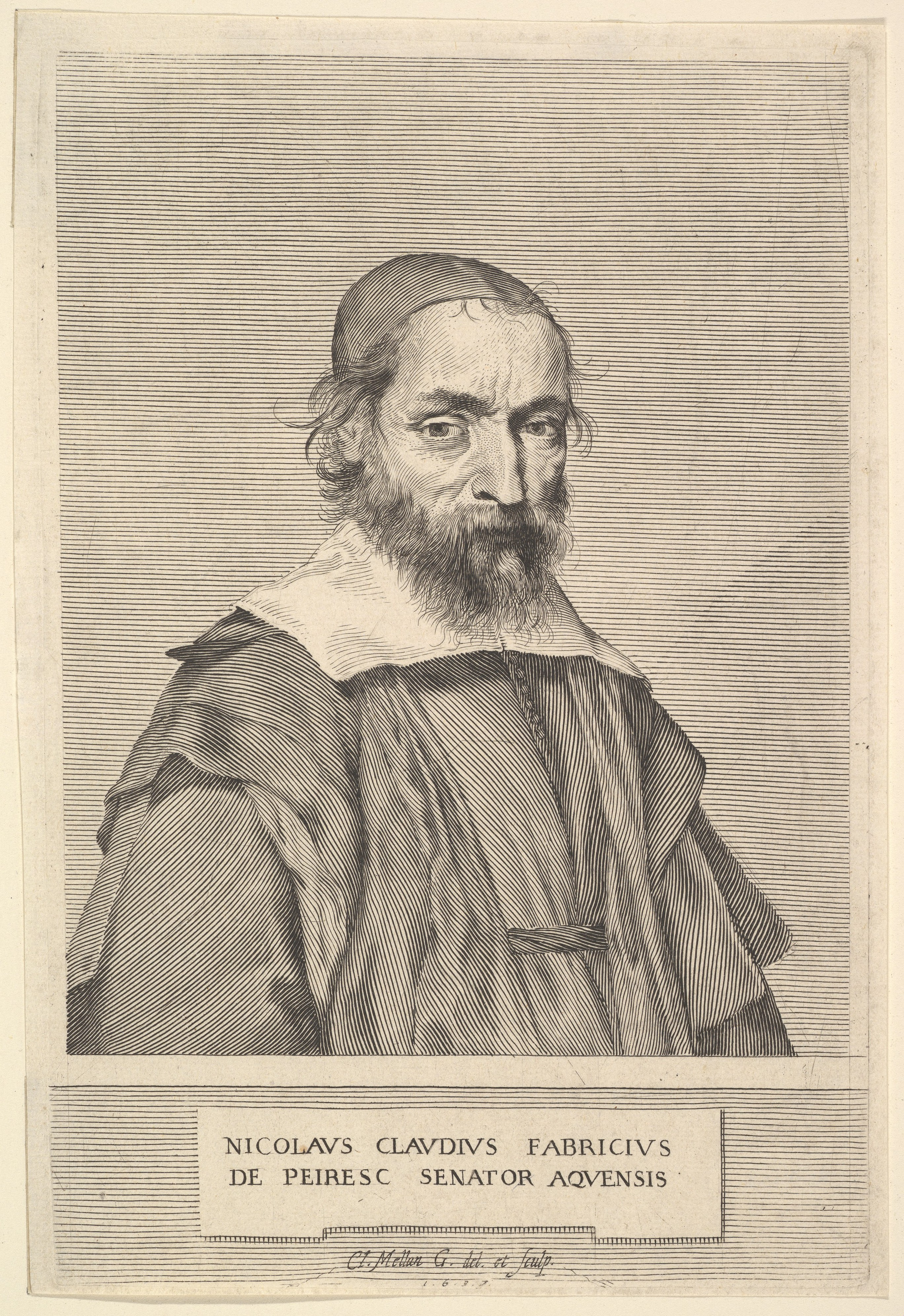
Autorretrato.

Em 1637, após um período em Aix-en-Provence com Nicolas-Claude Fabri de Peiresc, voltou a Paris, onde adotou uma técnica idiossincrática, na qual, em vez de criar sombra por hachura cruzada, usava um sistema de linhas paralelas, regulando o tom variando sua largura e proximidade. Joseph Strutt escreveu:
O efeito produzido por ele com esse método de gravação é suave e claro. Em figuras únicas e pequenos assuntos, ele teve muito sucesso; mas em assuntos grandes, onde era necessária grande profundidade de sombra, ele falhou. ...
Particularmente notável é sua gravura A Face de Cristo (1649; Préaud nº 21), também chamada de Sudário de Santa Verônica (ver Véu de Verônica), criada a partir de uma única linha em espiral que começa na ponta do nariz de Jesus.
Durante este período posterior em Paris, Mellan gravou principalmente seu próprio trabalho. Ele era muito procurado como retratista, desenhando e gravando os retratos. Entre seus súditos estavam membros da família real de Bourbon. Seus desenhos "revelam mais variedade de estilo e execução do que ele mostrou nas gravuras". Dois exemplos, para os quais existem um desenho ( Nationalmuseum, Estocolmo ) e uma gravura, são os retratos de Marie-Louise de Gonzague-Nevers (Préaud no. 167) e Henri de Savoie, duque de Nemours (Préaud no. 182).
Ele também criou grandes obras religiosas com layouts e poses geométricas. De acordo com Barbara Brejon de Lavergnée, escrevendo no The Dictionary of Art, o uso de Mellan da linha única dá "um efeito abstrato" e, "como gravador, ele se mostrou sensível ao ideal clássico desenvolvido por Nicolas Poussin, Jacques Stella e outros em Paris em meados do século XVII." Entre as gravuras reprodutivas de Mellan estão dois frontispícios para obras religiosas segundo desenhos de Poussin (1640; Préaud no. 294) e Stella (1641; Préaud no. 296).
Anatole de Montaiglon catalogou 400 gravuras de Mellan, e cerca de 100 desenhos são conhecidos. Estes últimos estão principalmente no Museu Nacional de Estocolmo (através da coleção de Carl Gustav Tessin) e no Hermitage, São Petersburgo (através da coleção Cobenzl). Várias das pinturas perdidas de Mellan são conhecidas por suas gravuras, incluindo Sansão e Dalila (Préaud nº 5) e São João Batista no Deserto (Préaud nº 84). Algumas outras pinturas foram atribuídas a ele, começando na década de 1970, mas estas não foram geralmente aceitas.
Ele morreu em Paris.